# Jakob Piil
Jakob Storm Piil (født 9. marts 1973 i Odense) er en dansk tidligere professionel cykelrytter, der både var landevejs- og banerytter. Han var professionel fra 1997 og kørte længst tid (2000-2006) for danske Team CSC, inden han sluttede på tyske T-Mobile.

## Cykelkarriere
Piil havde sin bedste periode i begyndelsen af 2000'erne og vandt således det danske mesterskab i linjeløb i 2001, Post Danmark Rundt og Paris-Tours i 2002, Paris-Tours 2003 samt 10. etape i Tour de France samme år.
I 2005 vandt han Københavns seksdagesløb sammen med Jimmi Madsen og blev nummer seks ved VM i landevejsløb.
Han indstillede sin karriere i 2007 efter flere skader. Han blev i 2002 kåret som årets rytter i Danmark.

### OL
Han deltog i to olympiske lege. Ved Sommer-OL 1996 i Atlanta var han med på det danske hold i holdforfølgelsesløb, som blev nummer 13, og ved OL 2000 i Sydney kørte han parløb sammen med Jimmi Madsen, hvor de blev nummer 12.

## Familie
Han er fætter til cykelrytteren Jørgen V. Pedersen, der som Piil vandt en Tour de France-etape samt deltog i to olympiske lege i 1980'erne.